# 3 Ânes
3 Ânes ist ein Musikalbum der Formation Locus Asper Locus. Die vom 2. bis 6. Juli 2023 im Perigord entstandenen Aufnahmen erschienen 2024 auf dem niederländischen Label Unsounds.

## Hintergrund
3 Ânes entstand als Field-Recording-Projekt des Trios Locus Asper Locus, bestehend aus drei französischen Experimentalmusikern, Improvisatoren und Klangkünstlern – Benjamin Bondonneau, Xavier Charles und Lionel Marchetti. Auf ihrem ersten gemeinsamen Album spielen sie Klarinetten in der freien Natur und treiben die ätherischen Klangfarben dieser akustischen Instrumente mit Elektronik voran, um subtile und mysteriöse, laute Klänge zu erzeugen, notierte Eyal Hareuveni. Im April 2022 war es bereits zu Auftritten in Vézac gekommen; zwei Ausschnitte davon sind bei Radio Dordogne, einer Plattform mit Klanglandschaften aus dem Périgord, zu hören.
Bondonneau ist ein audiovisueller Künstler und Mitbegründer des Centre d’improvisation Libre. Zuvor hatte er mit Marchetti (und dem Komponisten Jean-Yves Bosseur) Le Diable Ermite  (2021) aufgenommen. Xavier Charles ist Hareuveni zufolge eine Schlüsselfigur der freien europäischen Musikszene, der mit dem Orchestre de Nouvelles Creations, Experimentations et Improvisations Musicales um Frédéric Blondy, Dans les arbres und The Ex zusammengearbeitet und mit John Butcher und Otomo Yoshihide aufgenommen hat. Marchetti wiederum ist Komponist von Musique concrète, audiovisueller Künstler und Improvisator, der Mikrofone, Lautsprecher und Elektronik verwendet, insbesondere mit seinem Komponistenkollegen Jérôme Noetinger.
Programmatisch arbeitet Locus Asper Locus zunächst als Bläsertrio „in freier Improvisation an einer Ausweitung der Atemzüge oder dem Umschalten zwischen freier Bewegung und Klangprojektionen, vom Winzigen zum Größeren, vom Punkt zur Linie, vom Lokalen zum Globalen.“
Das Album 3 Ânes wurde von dem Buch „Reise mit dem Esel durch die Cevennen“ des schottischen Schriftstellers Robert Louis Stevenson inspiriert, wo er auf humorvolle Weise seine 12-tägige Wanderung im Süden Frankreichs 1878 schilderte, in Begleitung von Modestine, einem störrischen, manipulativen Esel, den er nie ganz bändigen konnte. Stevensons Route wurde zu einem beliebten Wanderweg, der manchmal immer noch mit Eseln gegangen wird. Bondonneau, Charles und Marchetti zitieren aus dem Buch:
„Ich für meinen Teil, ich reise nicht, um irgendwohin zu gelangen, sondern um mich zu bewegen. Ich reise um des Reisens willen. Die große Sache ist, sich zu bewegen, die Notwendigkeiten und Verlegenheiten des Lebens klarer zu spüren; um von diesem Federbett der Zivilisation herunterzukommen und den Kugelgranit unter den Füßen zu finden, der mit schneidenden Feuersteinen übersät ist.“
3 Ânes dokumentiert eine Wanderreise von Bondonneau, Charles und Marchetti im Périgord, die sie 2023 einige Sommertage lang in der Julihitze unternommen hatten. Dabeu waren sie mit Gepäck, Instrumenten, Aktivlautsprechern, einem Synthesizer, Kabeln und Effektpedalen ausgestattet, alles batterie-betrieben für völlige technische Autonomie.

## Titelliste
- Locus Asper Locus: 3 Ânes  (UNSOUNDS 83U)[5]

1. Vallée du Céou 5:40
2. La charge et le bât 5:19
3. La route fermée 14:19
4. En forêt, sur le chemin des troubadours 3:26
5. Modestine, impasse des Pendoyes 19:21
6. Gévaudan 2:21
7. Ravary, ferme du Clédou 4:27

## Rezeption
Die drei Musiker hätten sich haben sich einige schöne Orte ausgesucht, an denen sie im Freien improvisierten, sich von den Klanguniversen um sie herum inspirieren ließen und die Klarinetten mit der vibrierenden Natur sprechen und meditieren ließen, schrieb Eyal Hareuveni in Salt Peanuts. Anscheinend seien ihre begleitenden Packesel die meiste Zeit ruhig gewesen und schienen der rätselhaften Musik aufmerksam zuzuhören. 3 Ânes sei eine inspirierte Hommage an die „Notwendigkeiten und Verlegenheiten des Lebens“, die die befreiende Freude am Leben in und mit der Natur und ein seltsames, aber dennoch bewegendes und beeindruckendes Klangerlebnis betont.